# Ecnomus wendmanegrei
Ecnomus wendmanegrei är en nattsländeart som beskrevs av Gibon, Guenda och Coulibaly 1994. Ecnomus wendmanegrei ingår i släktet Ecnomus och familjen trattnattsländor. Inga underarter finns listade i Catalogue of Life.